# Xian de Jintang
Le xian de Jintang (金堂县 ; pinyin : Jīntáng Xiàn) est un district administratif de la province du Sichuan en Chine. Il est placé sous la juridiction de la ville sous-provinciale de Chengdu.

## Démographie
La population du district était de 837 271 habitants en 1999.